# Monopetalanthus durandii
Monopetalanthus durandii là một loài rau đậu thuộc họ Fabaceae.
Loài này chỉ có ở Gabon.